# Liste der Kulturdenkmale in Siek (Holstein)
In der Liste der Kulturdenkmale in Siek sind alle Kulturdenkmale der schleswig-holsteinischen Gemeinde Siek (Kreis Stormarn) aufgelistet (Stand: 14. April 2025).

## Legende
In den Spalten befinden sich folgende Informationen:
- Objekt-ID: die Nummer des Kulturdenkmales
- Lage: die Adresse des Kulturdenkmales und die geographischen Koordinaten. Kartenansicht, um Koordinaten zu setzen. In der Kartenansicht sind Kulturdenkmale ohne Koordinaten mit einem roten Marker dargestellt und können in der Karte gesetzt werden. Kulturdenkmale ohne Bild sind mit einem blauen Marker gekennzeichnet, Kulturdenkmale mit Bild mit einem grünen Marker.
- Offizielle Bezeichnung: Bezeichnung des Kulturdenkmales
- Beschreibung: die Beschreibung des Kulturdenkmales
- Bild: ein Bild des Kulturdenkmales

## Sachgesamtheiten
| Objekt-ID      | Lage                                        | Offizielle Bezeichnung           | Beschreibung | Bild                             |
| -------------- | ------------------------------------------- | -------------------------------- | --- | -------------------------------- |
| 46277 Wikidata | Birkenbusch 3 (53° 39′ 2″ N, 10° 17′ 32″ O) | Ehemalige Kuranstalt Birkenbusch | Kuranstalt Birkenbusch; 1930 im Auftrag der LVA, Architekt Hermann Distel; Anlage auf ehem. Kätnerstelle des späten 18. Jhs., LVA errichtet Erholungsheim (Bettenhaus mit Liegehallen), vorhandenes Sommerhaus von 1921 als Schwesternwohnheim einbezogen (Wiederaufbau 1945–46) - Begründung: geschichtlich, städtebaulich, Kulturlandschaft prägend - Schutzumfang: ehem. Erholungsheim der LVA mit Zufahrtstor, ehem. Schwesternwohnheim | BW                               |
| 41140 Wikidata | Kirchenweg (53° 38′ 3″ N, 10° 17′ 51″ O)    | Friedenskirche                   | Aktualisierung vorgesehen - Begründung: geschichtlich, künstlerisch, städtebaulich, Kulturlandschaft prägend - Schutzumfang: Friedenskirche mit Ausstattung, Kirchhof, Grabmale bis 1870, Feldsteinwall, Kastanienkranz | weitere Fotos \| Fotos hochladen |

## Bauliche Anlagen
| Objekt-ID      | Lage                                        | Offizielle Bezeichnung           | Beschreibung | Bild                             |
| -------------- | ------------------------------------------- | -------------------------------- | --- | -------------------------------- |
| 46168 Wikidata | Birkenbusch 3 (53° 39′ 2″ N, 10° 17′ 32″ O) | Ehemaliges Erholungsheim der LVA | Ehemaliges Erholungsheim der LVA; 1930, Architekt Hermann Distel; Bettenhaus, zweigeschossiger Klinkerbau in Hanglage mit Satteldach, zweigeschossiger Querbau mit flachem Walmdach, zum Garten gerichtet zwei diagonal ausgestellte halboffene Liegehallen - Begründung: geschichtlich, städtebaulich, Kulturlandschaft prägend - Schutzumfang: ehem. Erholungsheim der LVA, Zufahrtstor - Denkmaltyp: Bauliche Anlage, Sachgesamtheit: ehem. Kuranstalt Birkenbusch | BW                               |
| 46276 Wikidata | Birkenbusch 3 (53° 39′ 1″ N, 10° 17′ 32″ O) | Ehemaliges Schwesternwohnheim    | ehem. Schwesternwohnheim der LVA; auf Kätnerhaus des späten 18. Jhs. zurückgehend, Neubau 1921 und Wiederaufbau 1946; eingeschossiger Fachwerkbau auf L-förmigem Grundriss, Kurzwalmdächer, ab 1927 in Nutzung der LVA - Begründung: geschichtlich, städtebaulich, Kulturlandschaft prägend - Schutzumfang: gesamtes Objekt - Denkmaltyp: Bauliche Anlage, Sachgesamtheit: ehem. Kuranstalt Birkenbusch                                                               | BW                               |
| 3791 Wikidata  | Kirchenweg (53° 38′ 3″ N, 10° 17′ 51″ O)    | Friedenskirche mit Ausstattung   | Alteintragung (Aktualisierung vorgesehen) - Begründung: geschichtlich, künstlerisch, städtebaulich - Schutzumfang: Alteintragung (Aktualisierung vorgesehen) - Denkmaltyp: Bauliche Anlage, Sachgesamtheit: Friedenskirche | weitere Fotos \| Fotos hochladen |

## Gründenkmale
| Objekt-ID      | Lage                                           | Offizielle Bezeichnung | Beschreibung | Bild                             |
| -------------- | ---------------------------------------------- | ---------------------- | --- | -------------------------------- |
| 23783 Wikidata | Hauptstraße u.a. (53° 38′ 5″ N, 10° 17′ 51″ O) | Dorfanger Siek         | Dorfanger; große, langgestreckte Platzanlage im Zentrum des 1304 erstmals erwähnten Siek; Lindenbaumkranz, Lindenreihe, Friedenseiche und Doppeleiche mit Gedenkstein, Ehrenmalanlagen für die Gefallenen der Weltkriege, historische Pflasterstraßen - Begründung: geschichtlich, Kulturlandschaft prägend - Schutzumfang: Dorfanger Siek, Friedenseiche mit Gedenkstein, Doppeleiche mit Gedenkstein, Ehrenmal der Gefallenen des Ersten Weltkrieges, Lindenreihe, Lindenbaumkranz, Ehrenmal der Gefallenen des Zweiten Weltkriegs (Hauptstraße, Kirchenweg, Hoisdorfer Weg), Pflasterstraße (Kirchenweg, Hoisdorfer Weg), Pflasterstraße (Hoisdorfer Weg) - Denkmaltyp: Gründenkmal | Fotos hochladen                  |
| 19815 Wikidata | Kirchenweg (53° 38′ 3″ N, 10° 17′ 49″ O)       | Kirchhof               | Alteintragung (Aktualisierung vorgesehen) - Begründung: geschichtlich, Kulturlandschaft prägend - Schutzumfang: Kirchhof, Grabmale bis 1870, Feldsteinwall, Kastanienkranz - Denkmaltyp: Gründenkmal, Sachgesamtheit: Friedenskirche | weitere Fotos \| Fotos hochladen |